# Schlegelia
Schlegelia é um género botânico pertencente à família Schlegeliaceae.

## Espécies
Formado por 34 espécies:
| - Schlegelia albiflora - Schlegelia aurea - Schlegelia axillaris - Schlegelia brachyantha - Schlegelia cauliflora - Schlegelia chocoensis - Schlegelia cornuta - Schlegelia costaricensis - Schlegelia darienensis - Schlegelia dressleri - Schlegelia elongata | - Schlegelia fastigiata - Schlegelia fuscata - Schlegelia gentlei - Schlegelia hirsuta - Schlegelia lilacina - Schlegelia macrocarpa - Schlegelia macrophylla - Schlegelia monachinoi - Schlegelia nicaraguensis - Schlegelia organensis - Schlegelia pandurata | - Schlegelia paraensis - Schlegelia parasitica - Schlegelia parviflora - Schlegelia portoricensis - Schlegelia ramizii - Schlegelia roseiflora - Schlegelia scandens - Schlegelia silvicola - Schlegelia spruceana - Schlegelia sulphurea - Schlegelia urbaniana - Schlegelia violacea |